# Sphaeromides bureschi
Sphaeromides bureschi är en kräftdjursart som beskrevs av Hans Strouhal1963. Sphaeromides bureschi ingår i släktet Sphaeromides och familjen Cirolanidae. Utöver nominatformen finns också underarten S. b. serbica.